# アドバイス
| ウィキペディアには「アドバイス」という見出しの百科事典記事はありません（タイトルに「アドバイス」を含むページの一覧/「アドバイス」で始まるページの一覧）。 代わりにウィクショナリーのページ「アドバイス」が役に立つかもしれません。 |